# Las Cuevas (Tenerife)
Las Cuevas (Tenerife) es una pequeña localidad situada en el municipio de Santa Cruz de Tenerife, en la isla de Tenerife —Canarias, España—. Está incluida administrativamente en el distrito de Anaga, teniendo la consideración de pueblo. San Andrés es la localidad más poblada del distrito de Anaga y sede del mismo.

## Geografía

### Situación y características generales
Está situado en un amplio valle de la vertiente sur del macizo de Anaga, junto al Barranco de Valleseco, a 3,6 kilómetros al nordeste del centro de Santa Cruz de Tenerife.
Casi toda la superficie de la localidad se encuentra incluida en el espacio natural protegido del parque rural de Anaga. Miércoles 13 de enero de 2010.</ref> Además la superficie de la localidad de San Andrés como la de los otros pueblos y caseríos de Anaga, está incluida en la Reserva de la Biosfera del Macizo de Anaga declarada como tal por la UNESCO en 2015.

### Clima
Su situación geográfica, al pie de las montañas de Anaga tiene una gran influencia sobre su clima, siendo en general suave y ventoso en verano, y fresco y lluvioso en invierno. La temperatura media anual es de 20,6 °C y las precipitaciones alcanzan los 262 mm al año.

#### Inundaciones
Las Cuevas, como el resto de las localidades de Santa Cruz de Tenerife, han sufrido históricamente diferentes fenómenos que han provocado graves inundaciones. Cómo por ejemplo: las del 2002, 2010 y 2014
Entre los episodios recientes destaca sobremanera la riada del 31 de marzo de 2002. Las lluvias torrenciales que afectaron a Santa Cruz de Tenerife se extendieron hacia Las Cuevas provocando el desbordamiento de los barrancos, con la consecuente irrupción de las aguas en el núcleo. Los daños materiales fueron cuantiosos.

#### Otros fenómenos meteorológicos
El 18 de febrero de 2016 durante un temporal de frío que azotó Canarias, tuvo lugar una granizada en la localidad durante la mañana de ese día. Dicho fenómeno fue noticia en las televisiones insulares y autonómicas. El insólito fenómeno se repitió el 29 de enero de 2018.

### Flora y vegetación
Las Cuevas se encuadran dentro de la vegetación típica de las zonas a sotavento del macizo de Anaga.
La costa de los valles menos antropizados conserva la vegetación típica del litoral canario, con especies herbáceas y arbustivas bien adaptadas a la salinidad y el calor. Las zonas bajas y riscos desde cerca del nivel del mar hasta los 600 metros de altitud se encuentran cubiertos por el tabaibal-cardonal, así como por comunidades ruderales. De las antiguas extensiones de bosque termófilo solo quedan ejemplares asilados de sus especies arbóreas típicas repartidas por los valles de la localidad. No obstante, en las medianías del valle del Cercado se conserva uno de los palmerales de palmera canaria Phoenix canariensis más extensos de Tenerife. Por su parte, las cumbres están cubiertas en su mayoría de fayal-brezal, bosque de sustitución producto de la intensa explotación forestal. Sin embargo, aún quedan relictos de laurisilva en determinadas zonas.
La presencia de zonas escarpadas y numerosos roques hace que estén presentes muchas especies rupícolas, destacando las crasuláceas del género Aeonium y las compuestas del género Sonchus. Asimismo, los barrancos del Cercado y de Las Huertas constituyen verdaderos arroyos, por lo que presentan una vegetación higrófila abundante. Sobresalen las poblaciones de sauce canario Salix canariensis dispuestas en bosque en galería, siendo de los más extensos de la isla.
Entre la vegetación de Las Cuevas merecen mención aparte los sebadales de Cymodocea nodosa, fanerógama marina que sirve de refugio y zona de reproducción y alevinaje de peces, de gran riqueza ecológica. Estas se sitúan en los fondos marinos frente a la localidad.
Entre las aves destacan diferentes especies de paseriformes como el herrerillo Cyanistes teneriffae, el pinzón vulgar Fringilla coelebs, el mosquitero canario Phylloscopus canariensis, el petirrojo Erithacus rubecula o el canario Serinus canaria. Los mirlos Turdus merula, gorriones Passer hispaniolensis, palomas Columba livia y tórtolas turcas Streptopelia roseogrisea abundan en las áreas urbanas, mientras que la perdiz Alectoris barbara y la tórtola común Streptopelia turtur, están presentes en los matorrales de las zonas bajas. Las rapaces están representadas por el cernícalo Falco tinnunculus, el búho chico Asio otus y la lechuza Tyto alba, y en menor medida por la aguililla Buteo buteo. Ligadas a los cursos de agua de los barrancos están la gallineta Gallinula chloropus, la garceta Egretta garzetta y la alpispa Motacilla cinerea, así como una población semisalvaje de patos Cairina moschata. Entre las aves marinas encontramos la abundante gaviota Larus michahellis, y de manera esporádica pardelas cenicienta Calonectris diomedea y charranes Sterna hirundo.
Entre los reptiles y anfibios abundan tres especies endémicas de lagarto: la lisa Chalcides viridanus, el lagarto tizón Gallotia galloti y el perenquén Tarentola delalandii. En los barrancos y zonas húmedas se encuentran dos tipos de rana introducidas por el ser humano, Hyla meridionalis y Pelophylax perezi.
Los mamíferos están representados por los murciélagos autóctonos y por especies introducidas comunes al resto de la isla: conejos, ratas, ratones, erizos, gatos y musarañas.

## Sociedad

### Demografía
| Año        | 2010 | 2015 | 2020 | 2023 |
| ---------- | ---- | ---- | ---- | ---- |
| Habitantes | 35   | 33   | 36   | 35   |

### Comunicaciones

#### Carreteras
Se encuentra comunicado principalmente por el Camino Los Naranjos Agrios y la Avenida Virgen del Valle.

#### Transporte público
En autobús —guagua— queda conectado mediante las siguientes líneas de TITSA:
| Línea | Trayecto                                             | Recorrido     |
| ----- | ---------------------------------------------------- | ------------- |
| 917   | Santa Cruz (Intercambiador) - Valleseco(La Quebrada) | Horario/Línea |

## Lugares de interés
- Natural:
  - Cantera